# Герб Витебска
Герб Витебска — официальный геральдический символ города Витебска. Утверждён указом президента Республики Беларусь от 2 июня 2009 года № 277.

## Официальное описание герба
«Герб города Витебска представляет собой испанский щит, в голубом поле которого изображён образ Спасителя, обращённый вправо, вокруг его головы сверху справа — буквы „IΣ“ и слева — „ХΣ“ с титлами, ниже справа и слева — две буквы „С“ с титлами. В нижней части щита изображён направленный остриём влево серебряный меч с золотой рукоятью. Щит расположен в красном картуше барочной формы, который дополнен красными цветами и зелёными лентами. Под ним находятся две лавровые ветви зелёного цвета, перевитые красной лентой. Герб венчает херувим с распростёртыми крыльями. В качестве щитодержателей изображены два ангела с лентами голубого цвета в руках».— 

## История герба
Современный герб Витебска восходит к городскому гербу, который был утверждён привилеем на магдебургское право короля Сигизмунда III Вазы от 17 марта 1597 года (в привилее находилось цветное изображение герба с ангелами-щитодержателями):

«Герб надаем месту нашому Витебскому, в блекитном полю образ Спаса Збавителя нашого, и прытом зараз трохи нижей меч голый червоны, што ся мает разуметь кровавый…».
— А. П. Сапунов. Витебская старина. — Том 1. — Витебск, 1883. — С. 76—77
После восстания горожан 1623 года Витебск был лишён магдебургского права и герба (восстановлены в 1644 году).
В 1772 году в результате первого раздела Речи Посполитой Витебск вошёл в состав Российской империи. 21 сентября (2 октября) 1781 года города Полоцкого наместничества, в том числе и город Витебск, получили новые гербы. Они имели стандартный рисунок — в верхней части геральдического щита на золотом поле помещалось изображение чёрного двуглавого орла (государственного герба Российской империи), а в нижней части — всадника с саблей и красным щитом, на котором имелся «двойной крест». Отличались эти гербы лишь разной окраской нижней части геральдических щитов. Витебский городской герб получил следующую окраску нижней части щита:

«Красное с серебром полосатое поле».
— 
9 февраля 2004 года в Республике Беларусь был учреждён официальный геральдический символ города Витебска:

«Герб города Витебска представляет собой изображение на голубом поле испанского щита образа Христа Спасителя в профиль, под ним размещается обнажённый червлёный меч. В качестве щитодержателей — фигурки ангелов».
2 июня 2009 года герб города переутверждён с обновлённым описанием.

## Галерея

Печать Витебска 1559 года[4]
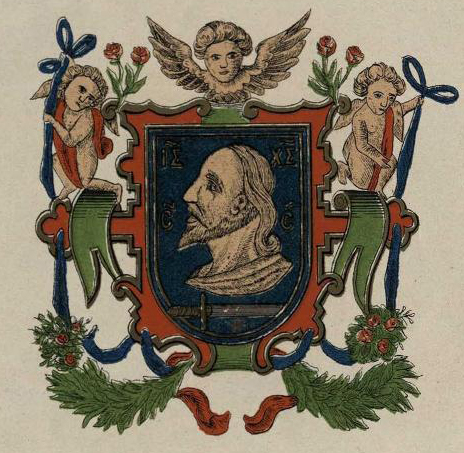
Герб города 1597 года из первого тома издания А. П. Сапунова «Витебская старина» (1883)
Герб города 1781 года. По рисунку 1843 года на основе описания из Полного собрания законов Российской империи
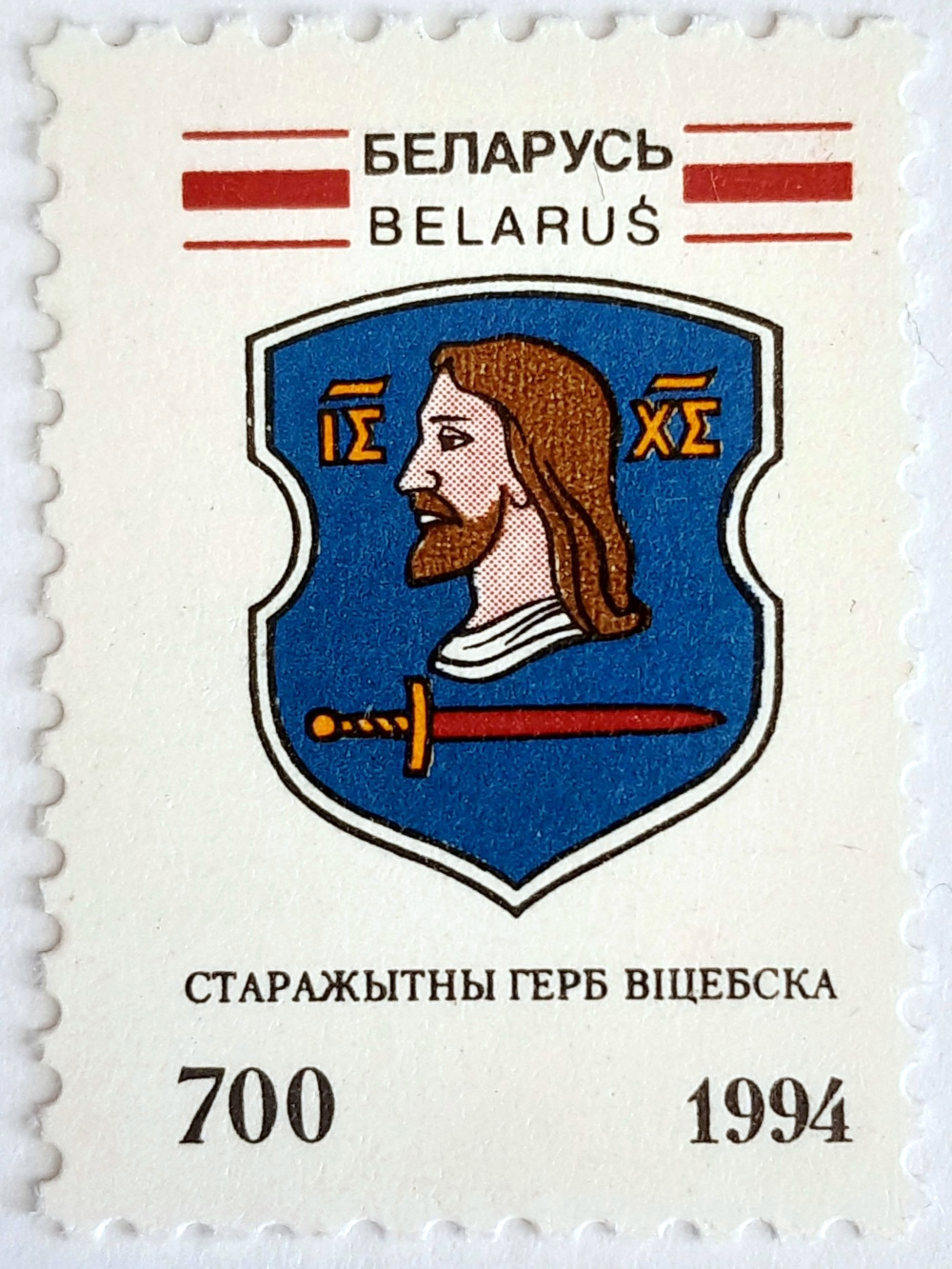
Исторический герб города. Марка 1994 года
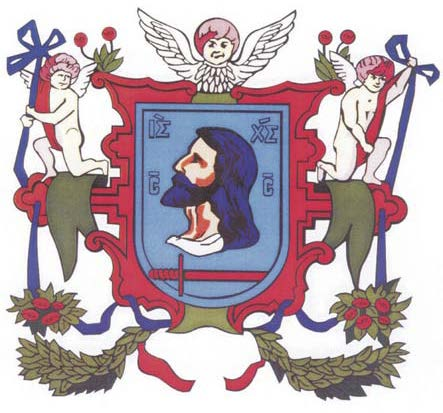
Герб Витебска образца 2004 года